# Franjo Ivanović
Franjo Ivanović (Schwaz, 1. listopada 2003.) hrvatsko-austrijski je nogometaš koji igra na poziciji napadača. Trenutačno igra za Benficu.

## Klupska karijera
Rođen je u Schwazu, svoje prve nogometne korake započeo je sa pet godina u Mayrhofenu. S 12 godina prešao je u jednu od najboljih njemačkih akademija, akademiju Augsburga. Svoju šansu u seniorima dobio je u drugoj momčadi Augsburga, 2021. godine. U prvoj sezoni je odigrao tek četiri susreta bez učinka, dok je u drugoj sezoni "eksplodirao" i u 36 utakmica upisao 18 golova i 4 asistencije.
U ljeto 2023. godine, Ivanović potpisuje za Rijeku. Svoj prvi službeni nastup u dresu kluba sa Kvarnera, upisao je 22. srpnja 2023. godine u visokoj pobjedi (4:0) protiv Rudeša. Svoj prvi pogodak u dresu Rijeke postigao je u kvalifikacijama za Konferencijsku ligu protiv Dukagjinija. Na toj utakmici je postigao svoj prvi hat-trick u karijeri. Prvi pogodak u ligaškoj utakmici postigao je 6. kolovoza 2023. godine, u pobjedi (6:0) protiv Istre.
Dana 31. kolovoza 2024. godine, Ivanović je potpisao za belgijski Union Saint-Gilloise. Svoj prvi nastup u dresu novog kluba upisao je 1. rujna 2024. godine u ligaškom susretu protiv Anderlechta. Prvi pogodak za Union Saint-Gilloise postigao je 29. rujna 2024., u visokoj 3:0 pobjedi nad Kortrijkom. U svojoj prvoj sezoni sa klubom osvojio je naslov prvaka belgijske lige, nakon čak 90 godina bez titule. Odličnu sezonu završio je na brojci od 20 pogodaka i sedam asistencija u svim natjecanjima za belgijski klub.
Dana 31. srpnja 2025. godine, Benfica je predstavila Ivanovića kao novog igrača kluba. Prvi nastup i prvi pogodak u dresu Benfice, upisao je 6. kolovoza 2025., u kvalifikacijskoj utakmici za Ligu prvaka protiv Nice.

## Reprezentativna karijera
Ivanović je upisao jedan nastup za Austriju do 15 godina. Nakon toga nastupa, odlučio je prihvatiti poziv Hrvatske do 15 godina. Nastavio je nastupati za omladinske reprezentacije Hrvatske. 
Za A selekciju Hrvatske debitirao je 20. ožujka 2025. kada je Francuska poražena 2:0 u UEFA Ligi nacija 2024./25. Prve pogotke u dresu reprezentacije, upisao je 6. lipnja 2025. godine, u visokoj 7:0 pobjedi nad reprezentacijom Gibraltara u kvalifikacijama za Svjetsko prvenstvo 2026. godine.

### Pogodci za hrvatsku nogometnu reprezentaciju
| #  | Datum           | Mjesto                          | Protivnik | Pogodak | Rezultat | Natjecanje                |
| -- | --------------- | ------------------------------- | --------- | ------- | -------- | ------------------------- |
| 1. | 6. lipnja 2025. | Stadion Algarve, Faro, Portugal | Gibraltar | 0:3     | 0:7      | Kvalifikacije za SP 2026. |
| 2. | 6. lipnja 2025. | Stadion Algarve, Faro, Portugal | Gibraltar | 0:4     | 0:7      | Kvalifikacije za SP 2026. |

## Priznanja

### Klupska
Rijeka
- Prvak Hrvatske (1): 2024./25.

Union Saint-Gilloise
- Prvak Belgije (1): 2024./25.

## Vanjske poveznice
- Profil, Hrvatski nogometni savez
- Profil, Soccerway
- Profil, Transfermarkt